# Navajas (kommunhuvudort)
Navajas är en kommunhuvudort i Spanien.   Den ligger i provinsen Província de Castelló och regionen Valencia, i den östra delen av landet, 280 km öster om huvudstaden Madrid. Navajas ligger 401 meter över havet och antalet invånare är 640.
Terrängen runt Navajas är huvudsakligen kuperad, men den allra närmaste omgivningen är platt. Runt Navajas är det ganska glesbefolkat, med 43 invånare per kvadratkilometer. Närmaste större samhälle är Altura, 4,0 km söder om Navajas. 